# Karl Josef Friedrich
Karl Josef Friedrich (* 17. Juni 1888 in Dresden; † 17. Juli 1965 in Seifersdorf) war ein evangelischer Pfarrer und Schriftsteller mit zeichnerischer und musikalischer Begabung. Er war von 1915 bis 1927 Pfarrer in Grünhain und von 1927 bis zu seiner Emeritierung 1959 Pfarrer von Seifersdorf und Schönborn bei Radeberg.

## Leben und Werk
Karl Josef Friedrich wurde im Dreikaiserjahr in Dresden-Neustadt geboren und besuchte dort seit 1894 die 4. Bürgerschule und seit 1898 das Königliche Gymnasium. Von 1901 bis 1908 ging er in Meißen auf die Fürstenschule St. Afra und machte dort sein Abitur. Durch den Tod des Vaters im August 1907 kam er zum Glauben. Ab 1908 folgte ein Theologiestudium in Marburg (bei Wilhelm Herrmann und Martin Rade), Tübingen und Leipzig (u. a. bei dem von ihm so hochgeschätzten Caspar René Gregory).
Vom 17. bis 19. Mai 1910 besuchte er den Evangelisch-Sozialen Kongress in Chemnitz und im August desselben Jahres den Weltkongress für freies Christentum. Am 29. Juli 1911 beendete er sein Hochschulstudium mit dem Universitätsexamen und wurde Hauslehrer in Essen. Weihnachten 1911 entdeckte er das Romanmanuskript von Agnes Günther, die er während des Studiums in Marburg kennengelernt hatte.
Im Jahr 1912 machte er Besuche auf Schloss Neubeuern/Inn (Januar–März) und bei Rainer Maria Rilke in München (März); im selben Jahr noch unternahm er eine Bootsfahrt auf der Donau (August) und bearbeitete das Manuskript „Die Heilige und ihr Narr“ von Agnes Günther (September/Oktober). Es folgte ein Besuch in Bauerbach bei Marburg (November/Dezember), und Friedrich schrieb seinen ersten eigenen Roman „Die Gottschaft Chosrams“.
Im Jahr 1913 besuchte er Paris (Januar–März) und unternahm im Mai auf der Elbe die legendäre Fassfahrt von Dresden nach Meißen; im Mai erschien „Die Heilige und ihr Narr“. Am 15. Juni 1913 wurde er in Rabenstein zum Pfarrer ordiniert und bestand im Oktober seine zweite theologische Prüfung.
Seit dem 1. September 1914 war er Vikar in Technitz, schrieb das Heft „Gott im Kriege“ und musste erleben, dass der befreundete Vegetarier Friedrich Jaskowski schon im Dezember 1914 im Ersten Weltkrieg fiel. Im März 1915 reiste er zu einigen zeitgenössischen „Gottesfreunden“ (u. a. Rudolph Sohm, Johannes Schlaf, Wilhelm Herrmann, Wilhelm Steinhausen, Hans Thoma, Gusto Gräser, Christoph Schrempf, Karl Caspar und Arthur Bonus) und wurde im April in seine erste Pfarrstelle in Grünhain eingewiesen.
Im Jahr 1916 verlobte sich Friedrich und heiratete am 17. Juli Elfriede Hecker aus Leipzig. Ein Jahr später wurde die Tochter Christliebe geboren. Seit 1918 schrieb er Aufsätze für die „Vegetarische Warte“ und seit 1919 für das Kirchgemeindeblatt „Jesus im Grünen Hain“. Friedrich lebte bereits seit 1913 fleischlos, seit 1919 auch alkohol- und nikotinfrei. 1921 und 1924 wurden die Söhne Gotthold und Reinherz geboren. Seine Ehefrau Elfriede, der er ein Gedenkheft „Die Pfarrfrau von Grünhain“ widmete, verstarb 1924. Tief getroffen und doch getröstet begann er am 11. Oktober 1926 sein Trostamt für Unglücksfälle, das in der Folgezeit über 70.000 Trosthefte (meist kostenlos) versandte. Zwei Jahre später gestaltete er die Kirchliche Woche Grünhain, 1927 die Heilswoche und das Liebesmahl Grünhain.
Friedrich war mit dem Unternehmer Friedrich Emil Krauß befreundet und hatte Kontakt zur Künstlergruppe Chemnitz, zu der auch Georg Gelbke gehörte; dieser sowie der Maler und Graphiker Ernst Müller-Gräfe porträtierten ihn 1915 bzw. 1922; Erich Ockert zeichnete ihn 1937 und 1940, Otto Dix 1952, Werner Juza 1964. Zu seinen Interessengebieten gehörte zeitweilig die Sternenkunde. Er gründete den „Berg- und Krippenverein Grünhain“ und leitete den „Vortragsaustausch Volksmission Schwarzenberg“. Er war ein Verehrer von Hans Luther, Ludwig Richter und Hans Thoma.
Im August 1927 wurde er in das Doppelpfarramt Seifersdorf und Schönborn bei Radeberg eingewiesen und gründete 1928 das Kirchgemeindeblatt „Sonnenschein“ (ab Februar). An seinem 40. Geburtstag verlobte er sich erneut und heiratete drei Monate später die Pfarrerstochter Edelgard Ploth.
In den Jahren 1931, 1932, 1934, 1941 und 1946 wurden die Kinder Gottlinde, Heiltraut, Glaubrecht, Traugott und Liebgard geboren. Im Zweiten Weltkrieg fielen 1943 die Söhne Gotthold (22 Jahre) und Reinherz (19 Jahre), 1952 starb die Tochter Gottlinde mit 21 Jahren.
Während der Zeit des Nationalsozialismus wurden etliche Schriften Friedrichs verboten, darunter das Trostheft und die Bücher „Frauen als Helden“ und „Geschichten um Gott“.
Im August 1959 wurde der 71-Jährige emeritiert und erlitt zwei Jahre später einen Schlaganfall. Er starb am 17. Juli 1965 im Alter von 77 Jahren im Pfarrhaus in Seifersdorf und wurde vier Tage später auf dem Dorffriedhof begraben.

## Darstellung Friedrichs in der bildenden Kunst
- Hanna Hausmann-Kohlmann: Karl Josef Friedrich (1942, Scherenschnitt)[18]

## Herausgeber
- Agnes Günther, Die Heilige und ihr Narr, Verlag J. F. Steinkopf, Stuttgart 1913; 144. Auflage 2011, ISBN 978-3-7984-0813-5
- Gott im Kriege. Eine Gabe zum Kriegs-Weihnachtsfest 1914. Dem Kirchspiel Technitz dargebracht von seinen Söhnen im Felde, bereitet von Pfarrvikar Karl Josef Friedrich, Satz und Druck von Kurt Hohlfeld, Limmritz i. Sa. 1914
- Geheimnisse der Völkerkatastrophen. Von Friedrich Jaskowski †. Gefallen am 6. Dez. 1914 bei Praßnysz (Neue Ausgabe der „Sizilianischen Geheimnisse“). Mit dem Bilde des Verfassers, Druck und Verlag der Konkordia, Bühl/Baden 1915
- Das Buch der Gottesfreunde. Deutsche Stimmen der Gegenwart über Gott und Religion, Verlag Friedrich Andreas Perthes, Gotha 1917
- Das Hans Thoma-Buch. Freundesgabe zu des Meisters 80. Geburtstage bereitet von Karl Josef Friedrich. Verlegt bei E. A. Seemann in Leipzig 1919
- Johannes Seyfferdt: Kirchgemeinde Sonnenhof. Aus dem Wirken eines Meisterpfarrers, Verlag Adina Köhler, Sehma im Erzgebirge 1922
- Deutsche Sternenfreude. Eine Blütenlese Sternenlust und Sternenweisheit. Mit 44 Bildern namhafter Künstler, Verlag Max Müller, Chemnitz 1925
- Spring in die Sonne! Der lebendige Luther. 100 Lutherworte an Reichskanzler Dr. Luther, Verlag Max Müller, Chemnitz 1926[19]
- Sankt Lukas erzgebirgisch. Das Evangelium des Lukas ins Erzgebirgische übertragen von Fritz Körner, Verlag Max Müller, Chemnitz 1928
- Die Gemälde Ludwig Richters, Deutscher Verein für Kunstwissenschaft, Berlin 1937
- Ludwig Richter wandert ins Riesengebirge. Zwei neu entdeckte Tagebücher Richters von 1838 und 1865, Wolfgang Jess Verlag, Dresden 1938
- Dein treuer Vater. Briefe Ludwig Richters aus vier Jahrzehnten an seinen Sohn Heinrich. Verlag Koehler & Amelang, Leipzig 1953, 2. Auflage 1955

## Eigene Werke
- Die Heilige. Erinnerungen an Agnes Günther, die Dichterin von „Die Heilige und ihr Narr“, Verlag Friedrich Andreas Perthes, Gotha 1915
- Gottesjahr-Kalender. Den lieben Technitzer Kirchspielgliedern zum Abschied, Satz und Druck von Kurt Hohlfeld, Limmritz i. Sa. 1915
- Büchlein vom frohen Ehestand. Von seinem Geheimnis und seiner Kunst. Mit vielen Bildern von Ludwig Richter, Verlag von Georg Wigand, Leipzig 1916
- Der fromme Tod. Von der Geisteskraft, den Tod in Güte und Reichtum zu wandeln. Mit vielen Bildern von Ludwig Richter, Verlag von Georg Wigand, Leipzig 1916
- Der Sonnengesang des hl. Franziskus von Assisi. Erneuert und mit (9) Holzschnitten versehen, Greifenverlag, Hartenstein/Sa. 1916
- Professor Gregory, Amerikaner, Christ, Volksfreund, deutscher Held. Mit Bildern und unter Benutzung der Feldtagebücher Gregorys, Verlag Friedrich Andreas Perthes, Gotha 1917 (2. Auflage: Volksfreund Gregory, Amerikaner, Pfadfinder, Urchrist, deutscher Kämpfer. Mit Bildern von Ernst Müller-Gräfe und unter Benutzung der Feldtagebücher Gregorys, Leopold Klotz Verlag, Leipzig 1918; zweite, vermehrte Auflage mit einem Anhange: Gregorys Fußwanderung durch die Wüste, von ihm selbst in Briefen beschrieben, Leopold Klotz Verlag, Leipzig 1920; 3. durchgesehene Auflage, Leopold Klotz Verlag, Leipzig 1938[20])
- Die arme Schwester der Kaiserin und andere Gottesfreundgeschichten, Furche-Verlag, Berlin 1919
- Fünfzig Liebesgeschichten, Verlag C. Ludwig Ungelenk, Dresden und Leipzig 1928
- Von Gotteskindern. Ein halbes hundert Geschichten zur Nachfolge, Max Helmert Verlag, Schwarzenberg 1920
- Tiefen der Großstadt. Mit 10 Federzeichnungen des Verfassers, Volkswacht-Verlag, Hamburg 1922
- Mein Sternenpate oder Sternkunde für Kinder und andere liebe Leute, Verlag Max Müller, Chemnitz, 20.–25. Tausend 1923[21]
- Hans Thoma. Eingeführt von Karl Josef Friedrich. Sapientia Thomana, Verlag Max Müller, Chemnitz 1924
- Die heilige Kümmernis. Unglücksfälle und Gottesglaube, Furche-Verlag, Berlin 1926
- Trost bei Unglücksfällen, Verlag des Evangelischen Trostbundes, Berlin 1926, 2. Auflage (6.–20. Tausend) 1932[22] (online auf pkgodzik.de)
- Magd und Königin. Das Leben der früh vollendeten Pfarrfrau Elfriede Friedrich, Gustav Schloeßmanns Verlagsbuchhandlung, Leipzig und Hamburg 1929
- Das blaue Herz. Noch fünfzig Liebesgeschichten, Verlag C. Ludwig Ungelenk, Dresden und Leipzig 1930
- Führer durch das berühmte Seifersdorfer Tal. Mit einer Karte auf Kunstdruckpapier (gezeichnet von Friedrich Hermel), Verlag Gebr. Hordler G.m.b.H., Radeberg 1930 (Neudruck 1994: Kupfergraben Verlagsgesellschaft mbH, Berlin, ISBN 3-89181-210-8; überarbeiteter Neudruck 2007: Stapp Verlag Berlin, ISBN 978-3-87776-452-7)
- Hab deine Kirche lieb! Evangelischer Preßverband für Deutschland, Berlin-Steglitz 1930
- Adventskalender. Eine Krippe zum Ausschneiden und Aufstellen von Marigard Bantzer, mit (24) Geschichten von Karl Josef Friedrich, Verlag Max Müller, Chemnitz 1931
- Kirchgemeinde Sonnenhof. Geschichten um einen Altar, Gustav Schloeßmanns Verlagsbuchhandlung, Leipzig 1931
- Elisa, die Segnerin. Eine Geschichte unterm Weihnachtsbaum, Verlag von Johs. Kiefel, Wuppertal-Barmen 1931 (Dritte Auflage: Ein Herz voll Weihnachten. Aus dem Leben der Frau Elisa von der Recke, Johs. Kiefel, Wuppertal-Barmen 1934)
- Der Geburtstagsbund, Verlag von Johs. Kiefel, Wuppertal-Barmen 1932
- Das Pfarrhaus zu Howe oder Der feurige Dornbusch. Volkserzählung, Max Müller Verlag, Leipzig 1933
- Der Nachtwächter Gottes. Ein seltsames Schicksal, Verlag C. Ludwig Ungelenk, Dresden und Leipzig 1934
- In Bethlehems Stall. Ein Weihnachtsgruß. Mit 11 Abbildungen, Gustav Schloeßmanns Verlagsbuchhandlung (Gustav Fick), Leipzig und Hamburg 1934
- Ein Weihnachtswunder, Oskar Günther-Verlag, Dresden 1935
- Geschichten um Gott. Zwanzig Erzählungen, Max Müller Verlag, Chemnitz 1935
- Sonnige Kindheit. Erziehungsgedanken über Kleinkind und Schulkind, Verlag von Johs. Kiefel, Wuppertal-Barmen 1935 (zusammen mit Edelgard Friedrich)
- Frauen als Helden. Ein Frauenlob, Oskar Günther Verlag, Dresden 1936
- Ein gute Wehr und Waffe. Vom Gebet zu Gott, Verlag des Evangelischen Preßverbandes für Deutschland, Berlin-Steglitz 1937
- Tagebuch einer glücklichen Frau. Roman, Verlag C. Ludwig Ungelenk, Dresden 1939
- Liebenswerte Künstlergestalten um Ludwig Richter, Gustav Schloeßmanns Verlagsbuchhandlung, Leipzig und Hamburg 1940
- Julius Thaeter, der Kupferstecher großer deutscher Künstler. Aus Thaeters Nachlaß bearbeitet, Gustav Schloeßmann's Verlagsbuchhandlung, Leipzig und Hamburg 1942
- Briefe an meinen gefallenen Sohn, Evangelische Verlagsanstalt GmbH, Berlin 1946
- Ludwig Richter unser Hausfreund, Evangelische Verlagsanstalt GmbH, Berlin, 3. Auflage 1949
- Jünger der Liebe. Sechs Pfarrergestalten unserer Zeit, Evangelische Verlagsanstalt GmbH, Berlin, 2. Auflage 1950
- Der Hausvater. 66 Geschichten aus seinem Schatze, Christlicher Zeitschriftenverlag, Berlin 1950
- Die Dresdner Fastnacht. Ein Erlebnisbericht, Verlag Ernst Kaufmann, Lahr 1955 (1957: Die Stadt vor der Nacht, Ev. Versandbuchhandlung O. Ekelmann[23], Berlin, 3. Auflage 1990; Neudruck 2004 (ungekürzt und vollständig, Zeichnungen von Thilo Hänsel): Notschriften-Verlag Radebeul, ISBN 3-933753-49-X)
- Ludwig Richter und sein Schülerkreis, Koehler & Amelang, Leipzig 1956
- Christliche Zeugen, Evangelische Verlagsanstalt GmbH, Berlin 1963
- Mein buntes Leben – Erinnerungen eines sächsischen Dichterpfarrers, Notschriften-Verlag, Radebeul 2003 (postum), ISBN 3-933753-34-1

## Ungedruckte Manuskripte
- Die Gottschaft Chosrams. 1913
- Dank an Rudolf Schiestl zum 50. Geburtstag. 1928
- Ludwig Richters Frömmigkeit. 1946
- Christenfrauen unserer Zeit. 1951
- Giftfrei leben, glücklich leben. 1952
- Nur treu, nur selig. 1953
- Künstler, die wir liebten und sammelten. 1956
- Künstleranekdoten. 1958–59
- Käthe Kollwitz, ein Blick in ihr Herz. 1961